# 1ª Brigata fucilieri motorizzata delle guardie "Slavjansk"
La 1ª Brigata autonoma fucilieri motorizzata delle guardie "Slavjansk" (in russo 1-я отдельная гвардейская мотострелковая Славянская бригада?, 1-ja otdel'naja gvardejskaja motostrelkovaja Slavjanskaja brigada, unità militare 41680, in precedenza 08801) è un'unità di fanteria meccanizzata delle Forze terrestri russe, subordinata alla 51ª Armata combinata delle guardie del Distretto militare meridionale e con base a Kal'mius'ke. 
Venne originariamente costituita nel 2014, all'inizio della guerra del Donbass, come reparto della milizia delle forze separatiste reclutate dalla Repubblica Popolare di Doneck. Dopo l'inizio della guerra su larga scala tra Russia e Ucraina nel febbraio 2022 le formazioni militari separatiste del Donbass, compresa la 1ª Brigata fucilieri motorizzata, sono state organicamente inserite nell'esercito regolare russo. Le milizie del Donbass hanno tuttavia mantenuto la loro denominazione originaria e il loro reclutamento locale. La brigata ha combattuto prima sul fronte di Mariupol' e poi nella battaglia di Avdiïvka, dove ha avuto modo di distinguersi particolarmente.

## Storia

### Guerra del Donbass

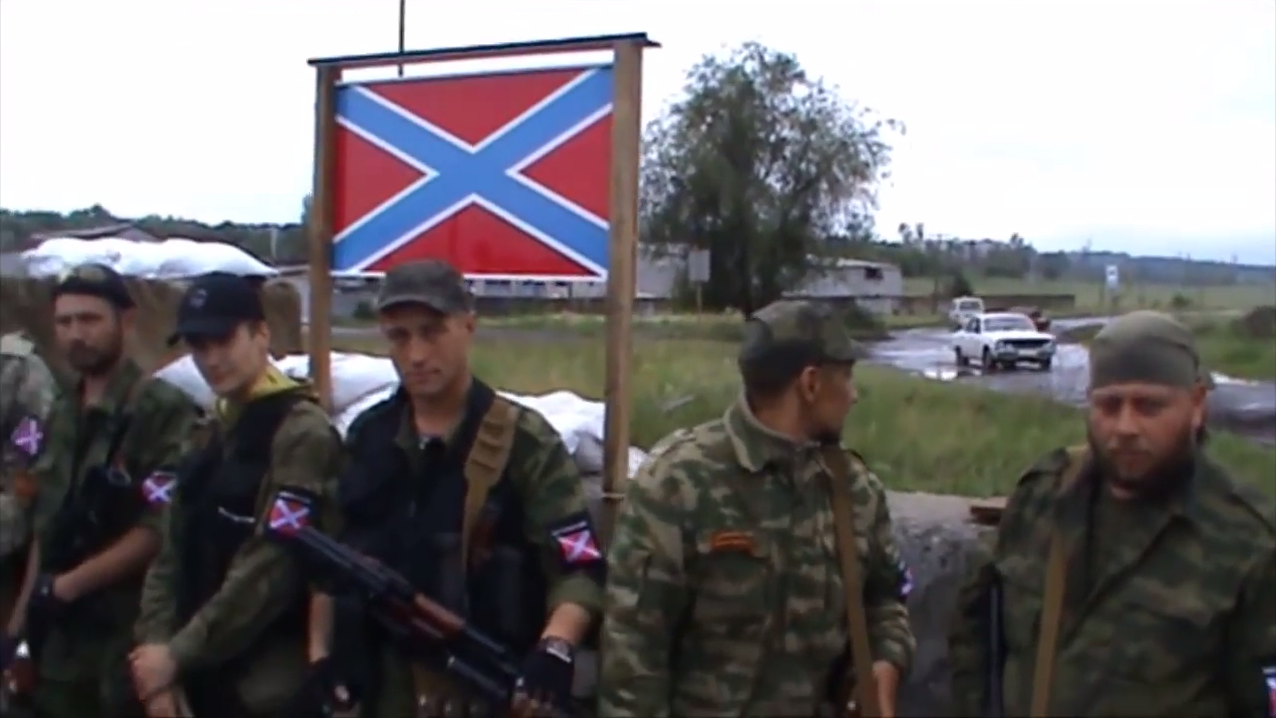
Miliziani della Brigata Slavjansk a Semenivka, 2014

Dopo l'inizio della guerra del Donbass nella primavera 2014 a seguito dell'insurrezione delle forze filorusse separatiste contro il nuovo governo ucraino uscito dalla rivoluzione di Maidan, i capi del movimento indipendentista hanno costituito una serie di reparti di milizie volontarie in grado, con il sostegno della Russia, di affrontare l'esercito regolare ucraino. Nel novembre 2014 nella città di Torez è stata quindi costituita la 1ª Brigata fucilieri motorizzata, sulla base di precedenti unità di milizie reclutate da Igor Girkin. Questi reparti erano stati schierati a Slavjansk, dove avevano combattuto fino alla ritirata e all'evacuazione della città da parte delle milizie del Donbass nel luglio 2014, sotto la pressione della controffensiva dell'esercito ucraino.
A partire dal 2015, per tutto il periodo di relativa tregua delle operazioni militari, la brigata è stata schierata sulla linea del fronte a protezione della città di Donec'k e ha partecipato alla lunga serie di scaramucce e scontri a bassa intensità che sono proseguiti praticamente senza interruzione anche durante il periodo in cui erano teoricamente in vigore gli accordi di Minsk.

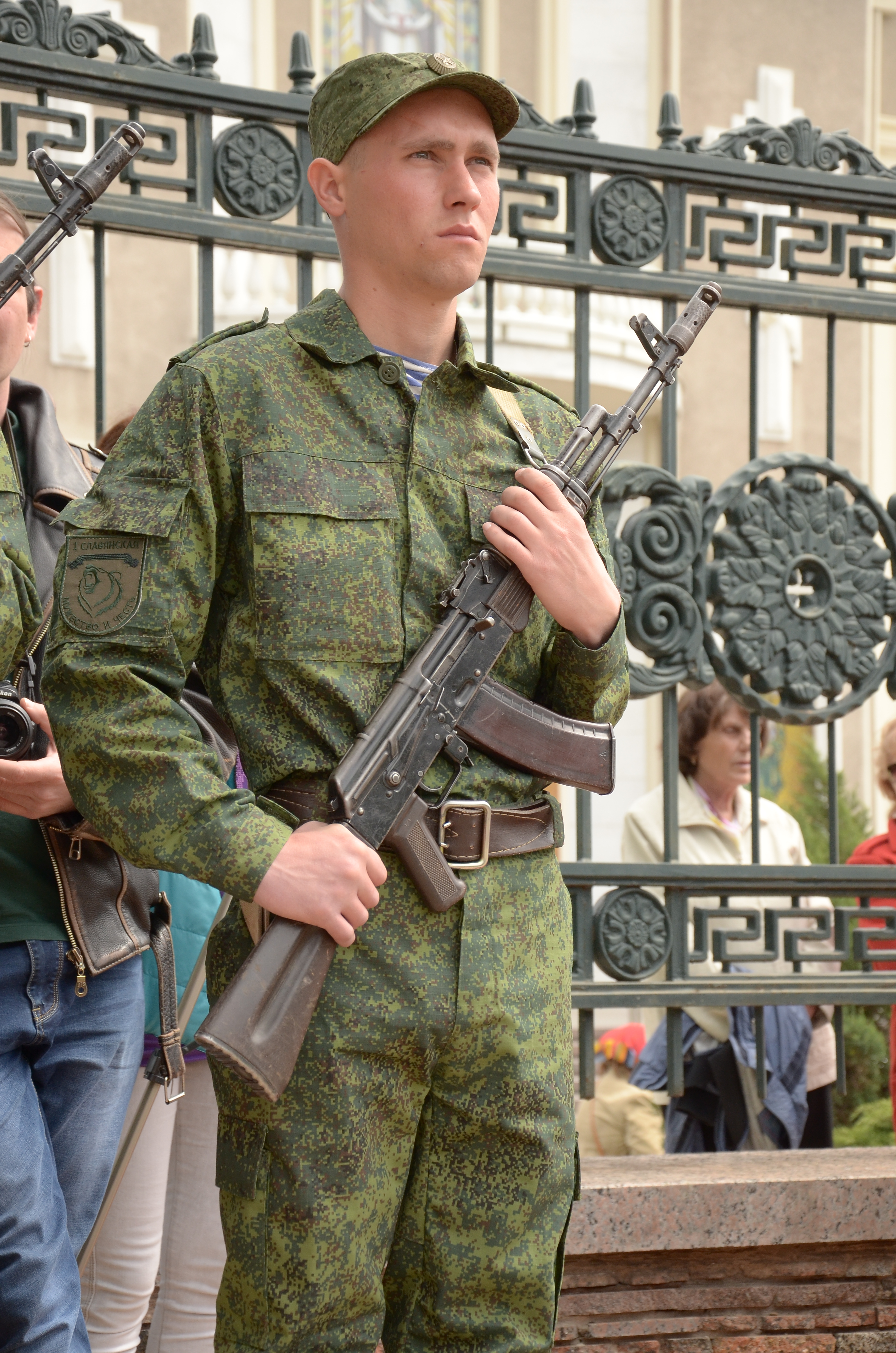
Soldato della brigata a Donec'k, aprile 2016

### Invasione russa dell'Ucraina
Con la drammatica svolta dell'invasione russa su larga scala dell'Ucraina iniziata il 24 febbraio 2022, la brigata "Slavjansk" ha iniziato, insieme ad altre unità di milizie del Donbass, le operazioni offensive per cercare di liberare il territorio dell'autoproclamata Repubblica Popolare di Doneck ancora occupato dall'esercito ucraino, in collaborazione con l'esercito regolare russo che però in questa fase iniziale delle operazioni è avanzato soprattutto dalla Crimea, verso Melitopol e Cherson, e dal confine settentrionale russo-ucraino, in direzione di Kiev.
I reparti di milizie del Donbass hanno combattuto quindi quasi da soli attaccando in direzione di Mariupol' per accerchiare l'importante città industriale e collegarsi con le forze russe provenienti dalla Crimea. In particolare la 1ª Brigata fucilieri motorizzata è avanzata nell'area di Volnovacha, occupando tre villaggi nel primo giorno di guerra. Fra l'ultima settimana di febbraio e la prima di marzo la brigata ha preso parte all'aspra e prolungata battaglia di Volnovacha che si è conclusa con il successo dei miliziani; quindi alcuni reparti hanno proseguito verso sud e hanno combattuto nella periferia e nell'ampio centro urbano di Mariupol', strenuamente difesa dalla forze ucraine accerchiate. I reparti di milizie del Donbass hanno partecipato con un ruolo importante alla logorante battaglia di Mariupol', che è terminata solo nella terza settimana di maggio 2022.
Dopo la conclusione della battaglia di Mariupol' la brigata è stata schierata al completo nel difficile settore fortificato di Avdiïvka, dove gli scontri si sono succeduti per mesi con un costante logoramento ma senza risultati tattici di rilievo. Alla fine del 2022 tutte le milizie del Donbass sono state integrate organicamente nell'esercito regolare russo, venendo subordinate all'8ª Armata combinata. Per ripianare le perdite subite in combattimento la brigata ha ricevuto rinforzi, costituiti dal 1439º Reggimento fucilieri motorizzato (unità militare 95380), formato con personale reclutato nelle regioni di Irkutsk e di Novosibirsk in seguito alla mobilitazione parziale indetta in Russia nel settembre 2022. La brigata è stata anche rinforzata con armamenti pesanti di artiglieria e mezzi corazzati. Sembra tuttavia che i nuovi soldati mobilitati abbiano mostrato scarso addestramento e basso morale e che si siano evidenziate notevole carenze di armamento ed equipaggiamento; i mobilitati avrebbero subito forti perdite e rivolto lamentele e critiche direttamente ai massimi dirigenti russi.
Nonostante queste difficoltà la brigata ha continuato a combattere nel settore meridionale del saliente fortificato di Avdiïvka, guadagnando lentamente terreno nel corso del 2023, pur a costo di pesanti perdite tra cui il comandante del 1º Battaglione "Viking" della brigata, tenente colonnello Aleksej Baškatov, a maggio. Tali perdite sono state in parte parte compensate dall'integrazione nell'unità del 1453º Reggimento fucilieri motorizzato (unità militare 95395), reclutato nelle regioni di Sverdlovsk e di Perm', e del 504º Reggimento corazzato (unità militare 83444), proveniente da Omsk. Per il valore e la resistenza dimostrata, il 13 novembre è stata insignita dell'Ordine della Repubblica di Donec'k da parte di Denis Pušilin. A partire da ottobre 2023 la brigata ha preso parte, sempre schierata nel settore meridionale dell'area fortificata, alla fase decisiva della battaglia di Avdiïvka; i miliziani hanno raggiunto importanti successi nel settore di Opytne e del caposaldo del cosiddetto "ristorante", causando il primo cedimento delle difese ucraine. Nel dicembre successivo è morto in combattimento il vice comandante del battaglione corazzato del 1453º Reggimento subordinato alla brigata, tenente colonnello Oleg Gorbunov. All'inizio di febbraio 2024 la situazione ha avuto una svolta favorevole per i russi, e i reparti della brigata sono riusciti a superare le linee nemiche ed a accerchiare e conquistare il cosiddetto settore "Zenit", il bastione meridionale dell'area fortificata ucraina. Dopo aver completato entro il 15 febbraio 2024 l'occupazione dell'area "Zenit", nei giorni seguenti la brigata ha conquistato anche i quartieri "Čeburaška" e "Vinogradniki-2" nella periferia sud-occidentale della città. In questa fase dei combattimenti alcuni soldati della 1ª Brigata fucilieri motorizzata hanno fucilato sommariamente alcuni prigionieri ucraini appartenenti alla 110ª Brigata meccanizzata. La battaglia di Avdiïvka si è conclusa ufficialmente il 17 febbraio 2024 con la caduta della città, dell'area industriale e di tutte le fortificazioni. Nel corso di quattro mesi di combattimenti l'unità avrebbe subito perdite pari a oltre il 55% degli effettivi, almeno in parte ripianate dall'integrazione dell'86º e del 117º Reggimento fucilieri motorizzato (unità militare 29665 e 34476), costituiti con personale mobilitato sul territorio della Repubblica Popolare di Doneck. Nella primavera del 2024 ha inoltre incluso nel proprio organico i superstiti dell'87º Reggimento fucilieri motorizzato (unità militare 34479), ex 119º Reggimento della RPD gravemente danneggiato durante la battaglia di Avdiïvka.
Per il suo comportamento in battaglia ad Avdiïvka e i risultati raggiunti, la 1ª Brigata fucilieri motorizzata è stata tra le unità dell'esercito russo segnalate e ringraziate pubblicamente dal comandante in capo supremo, il presidente Vladimir Putin, con un messaggio indirizzato al comandante del Distretto militare centrale, generale Andrej Mordvičev. Dopo la vittoria la brigata è avanzata verso ovest insieme alle altre unità russe e nel mese di marzo 2024 ha ottenuto nuovi successi, occupando il villaggio di Sjeverne e poi, dopo una violenta battaglia, anche Tonenke, aprendo una breccia nella nuova linea difensiva ucraina. Ha continuato ad operare in direzione di Pokrovs'k, e il 19 luglio elementi della 1ª Brigata, 15ª Brigata, 30ª Brigata e 27ª Divisione fucilieri motorizzata hanno conquistato il villaggio di Prohres a nordovest di Avdiïvka. Le pesanti perdite subite dalla brigata nel corso dei combattimenti a ovest di Avdiïvka le hanno fatto guadagnare il triste soprannome di "Triangolo delle Bermude" a causa dell'elevato numero di dispersi. Ad agosto reparti della 1ª e della 132ª Brigata fucilieri motorizzata sono avanzati in direzione di Torec'k, occupando posizioni nei villaggi di Zalizne e N'ju-Jork. Il 15 agosto la brigata ha rivendicato la completa conquista di Zalizne. Il 13 settembre è stato ucciso in combattimento il comandante dell'unità droni dell'87º Reggimento subordinato alla brigata, tenente colonnello Sergej Gricaj; dopo aver accusato il suo diretto superiore, colonnello Igor Puzik, di corruzione, traffico di droga e appropriazione indebita, il suo reparto è stato sciolto e l'ufficiale è stato inviato all'assalto in una missione suicida. Fra settembre e ottobre il 1453º Reggimento subordinato alla brigata ha combattuto nell'area di Selydove; a novembre tuttavia è stato nuovamente trasferito a Torec'k per supportare gli sforzi dell'unità impegnata nei difficili combattimenti urbani. Nel gennaio 2025 la 1ª e la 9ª Brigata fucilieri motorizzata sono riuscite a raggiungere e occupare la parte centrale della città. Dopo ulteriori combattimenti, il 7 febbraio 2025 le truppe russe, compresi i reparti della 1ª Brigata, hanno annunciato la conquista della città di Torec'k; il Ministero della difesa russo ha menzionato ed encomiato nel suo comunicato ufficiale la brigata per il suo comportamento nella lunga battaglia per Torec'k. La brigata è stata quindi trasferita sul fronte di Pokrovs'k; le forze ucraine hanno approfittato della rotazione delle truppe russe ed effettuato diversi contrattacchi, riconquistando porzioni significative della città. Il 7 giugno 2025 la brigata è stata insignita dell'Ordine di Suvorov per decreto del Presidente della Federazione Russa. Durante l'estate del 2025 la brigata, insieme all'intera 51ª Armata, è stata impiegata negli assalti a nordest di Pokrovs'k e Myrnohrad, in direzione del villaggio di Rodyns'ke.

## Struttura
- Comando di brigata[38]
- 1º Battaglione fucilieri motorizzato "Viking"
- 2º Battaglione fucilieri motorizzato "Semenivskij"
- 3º Battaglione fucilieri motorizzato
- 265º Battaglione fucilieri (unità militare 55351)
- 266º Battaglione fucilieri (unità militare 55352)
- 1135º Battaglione fucilieri[39]
- Battaglione corazzato (T-72B e T-64BV)
- Gruppo d'artiglieria
  - Battaglione artiglieria campale (D-30)
  - Battaglione artiglieria semovente (2S1 Gvozdika)
  - Battaglione artiglieria lanciarazzi (BM-21 Grad)
  - Battaglione artiglieria controcarri (MT-12 Rapira)
- Battaglione artiglieria missilistica contraerei (ZU-23 e 9K38 Igla)
- Compagnia ricognizione
- Compagnia genio
- Compagnia comunicazioni
- Compagnia logistica
- Compagnia manutenzione
- Compagnia medica
- Plotone cecchini

## Comandanti
- Maggior generale Oleg Mitjaev (ottobre 2015 - 2016)
- Maggior generale Aleksandr Šuvaev (202? - in carica)[40]